# فریب‌کاران (فیلم)
فریب‌کاران (به انگلیسی: The Deceivers) فیلمی محصول سال ۱۹۸۸ و به کارگردانی نیکولاس مایر است. در این فیلم بازیگرانی همچون پیرس برازنان، شاشی کاپور، سعید جعفری، هلنا میچل، کیت میشل، دیوید راب، طارق یونس، جلال آقا، نینا گوپتا ایفای نقش کرده‌اند.